# 伊崎田インターチェンジ
伊﨑田インターチェンジ（いさきだインターチェンジ）は、鹿児島県志布志市有明町伊﨑田にある都城志布志道路（有明道路）のインターチェンジである。

## 接続する道路
- 志布志市道

## 沿革
- 2018年（平成30年）3月4日 : 有明北IC - 有明東IC間開通に伴い、供用開始[1]。

## 周辺
- 志布志市立伊﨑田中学校
- 志布志市立伊﨑田小学校

## 隣
都城志布志道路（有明道路）
有明北IC - 伊﨑田IC - 有明東IC